# Erehof Witmarsum
Erehof Witmarsum is gelegen op het kerkhof van de Koepelkerk in Witmarsum. Deze Gemenebestgraven liggen aan de westzijde van het kerkhof. Er liggen vijf graven van bemanningsleden, elk met een eigen grafsteen, van een Engelse bommenwerper. Het gaat om de volgende namen:
| Naam                    | Functie              | Onderdeel                         | Sq            | Overleden  | Leeftijd |
| ----------------------- | -------------------- | --------------------------------- | ------------- | ---------- | -------- |
| Stanley Adolfson Bishop | Navigator            | Royal Canadian Air Force          | 100e Squadron | 28-05-1943 | 26       |
| Arthur Edward Chapman   | Boordschutter        | Royal Australian Air Force        | 100e Squadron | 28-05-1943 | 25       |
| Peter Michael Cosgrove  | Boordschutter        | Royal Air Force Volunteer Reserve | 100e Squadron | 28-05-1943 |          |
| James Parker Fitchett   | Boordwerktuigkundige | Royal Air Force Volunteer Reserve | 100e Squadron | 28-05-1943 | 21       |
| Eric Short              | Bommenrichter        | Royal Air Force Volunteer Reserve | 100e Squadon  | 28-05-1943 | 20       |

## Geschiedenis
Op 27 mei 1943, 's avonds om half elf, vertrok een Lancaster MK III-bommenwerper, de ED 821 van het 100e (RAF) Squadron, vanaf het vliegveld Grimsby in Lincolnshire. Het vloog, met aan boord zeven bemanningsleden, een missie richting Duitsland. Nog voor ze hun doel bereikt hadden, werden ze aangevallen door een Duitse nachtjager. Het toestel stortte op 28 mei 1943 rond 01.45 uur neer in de buurt van Witmarsum. Twee bemanningsleden zagen kans te springen. Van hen was de piloot Leonard Arthur Townrow uit Nieuw-Zeeland dusdanig gewond dat hij later, in het ziekenhuis in Leeuwarden, aan zijn verwondingen bezweek. Eén bemanningslid, J. Bolderson (radio operator), overleefde de crash, werd krijgsgevangen gemaakt (Stalag Luft III) en overleefde de oorlog. De omgekomen vijf bemanningsleden werden begraven op het kerkhof van de Koepelkerk in Witmarsum. De later omgekomen piloot Leonard Arthur Townrow werd begraven op de begraafplaats in Leeuwarden.